# Сплав
Сплав, најпримитивније пловило од међусобно повезаних балвана, греда или дасака. Првобитно је коришћен мјесто чамаца. Користи се као најјефтинији превоз дрвене грађе из шуме до мјеста за прераду. Сплавом управљају по правилу двојица сплавара један озада на крми – кормилу, а други напријед са чакљом - мотка за одупирање. Сплавови се све више користе за туристичко-рекреативне и спортске сврхе.
Годинама се реком Дрином у летњем периоду, организују више регата, у спомен на древну традицију дринских сплавара, који су крајем 19. и почетком 20. века сплаварили Дрином, све док није изграђена хидроелектрана „Бајина Башта”. Најстарија и најмасовнија је регата коју организује Спортско туристички центар „Бајина Башта” и општина Бајина Башта.
У посљедњних неколико десетина година постављени су фиксни сплавови на Дунаву, Сави и неким већим ријекама. На њима су кућице за одмор-викендице а и угоститељски објекти.

## Сплавови које су направили људи
Традиционални или примитивни сплавови били су направљени од дрвета или трске. Модерни сплавови такође могу користити понтоне, бурад или блокове од екструдираног полистирена. Сплавови на надувавање до 20. века користили су флотационе коморе направљене од козје или бивоље коже, али већина сада користи издржљиве, вишеслојне гумиране тканине. У зависности од употребе и величине, може имати надградњу, јарболе или кормила.
Сплаварење трупцима користи се у индустрији сече дрвећа за транспорт трупаца, тако што се спајају у сплавове и спуштају или вуку низ реку. Овај метод је био веома чест све до средине 20. века, али се сада ретко користи.
Велики сплавови направљени од балсаних трупаца, који су користили једра за пловидбу, били су важни у поморској трговини на обали Тихог океана у Јужној Америци од предколумбијских времена до 19. века. Путовања су вршена до удаљених локација, чак до Мексика. Многа путовања преко Пацифика користећи реплике древних сплавова су предузета да би се демонстрирали могући контакти између Јужне Америке и Полинезије.
Тип сплава који се користи за рекреативно сплаварење је скоро искључиво сплав на надувавање, произведен од флексибилних материјала за употребу на дивљим водама.

## Изградња и пловидба

### Балса трупци
Трупци од балса дрвета (Ochroma lagopus) одликују се малом тежином и великом величином (до 90 cm (35 in) у пречнику). Дрво тропске шуме, балса дрво није природно настало на сушним обалама Перуа и јужног Еквадора. Извор балса трупаца за сплавове била је долина реке Гвајас, северно од града Гвајакила у Еквадору. Ово подручје је и даље главни извор балса дрвета за међународну трговину.
Дугорочна пловност балса трупаца је доведена у питање. Пре путовања Кон-Тики преко Тихог океана 1947. године, научници су често тврдили да балса трупци тако брзо упијају воду да су дуга путовања била неизводљива. Хејердал је, међутим, користио зелене балса дрвене трупце за путовање од 101 дана на Кон-Тикију. Друге студије су такође показале да суви балса трупци могу остати на површини током дужег временског периода.
Сплавови су увек били направљени од непарног броја балзаних трупаца, обично од 3 до 11, при чему је средишњи балван био најдужи, а остали су се сужавали по дужини. Шпанци су изјавили да су сплавови били у облику испружених прстију шаке. Велики балса трупци, везани заједно са хенекуен влакнима, чинили су главну палубу сплава. Морска вода је слободно пролазила између и преко трупаца што је знатно отежавало да сплавове преплаве тешка мора.
На врху великих балса трупаца налазила се платформа или више платформи, направљених од трске или бамбуса који су одржавали терет и путнике сувим. Током историјских (и вероватно преисторијских) времена платформа је могла да садржи колибу за смештај путника и посаде и ложиште за кување.

### Једра и јарболи
Неколико научника оспорило је употребу једара на претколумбијским сплавовима. Они су спекулисали да су Шпанци увели употребу једара или да је технологија за коришћење једара изведена од Шпанаца, али да су је Индијци усвојили пре физичког доласка Шпанаца на обале Еквадора. Међутим, хроничар Руизовог путовања 1526. јасно је да је сплав који је видео користио једра и да је ово путовање било само 13 година након првог познатог шпанског виђења Тихог океана у Панами, више од 1.200 km (750 mi) северно. Други савремени аутор је рекао да су једра коришћена на сплавовима „од памтивека“.
Такође постоји контроверза да ли су коришћена квадратна или латенска (троугласта) једра. Иако су касније коришћена четвртаста једра, најранији извештаји описују троугласта једра, вероватно два на броју, спреда и на крми опремљена са два јарбола. Инжењерске студије и студије напрезања показују да су јарболи били закривљени и нису били дужи од 7,5 m (25 ft) и око 16 cm (6,3 in) у пречнику. Могуће је да су били састављени од два комада дрвета спојена заједно. Коришћено дрво је непознато, иако је у модерним репродукцијама коришћено дрво мангрова, а мангрови су уобичајени дуж обале Еквадора и северне перуанске обале Пиура и Тумбес.

### Навигација
Преколумбијским сплавовима се управљало комбинацијом подешавања једара и употребе централних дасака, названих „гуаре“. То су биле даске обично широке око 60 cm (2,0 ft) уметнуте вертикално у море између балса трупаца. На већим сплавовима била су три сета гуара на предњој страни, задњој страни и средини сплава. Подизање, спуштање или уклањање неких гуара или њихово померање према прамцу или крми смањило је или повећало подповршинску напетост и омогућило управљање сплавом. Радећи у тандему са једрима, гуаре су, према извештају из 1820. године, дозволиле посади да предузме „све маневре редовно грађеног и добро опремљеног [једрењачког] пловила. Сплавови су могли да постигну брзину од 4. до 5 чворова.

### Величина и капацитет терета
Једна инжењерска студија је закључила да су океански сплавови били дужине од 6 m (20 ft) до 11 m (36 ft) и да су имали капацитет терета од 10 до 30 тона. Капацитет сплавова је временом опадао јер су балзани трупци упијали морску воду. После 4 месеца у води капацитет највећих сплавова би опао на 10 тона, а после 8 месеци на 5 тона. Тако је нешто више од 8 месеци у води био употребни век трајања сплавова.

## Природни сплавови
У биологији, посебно у биогеографији острва, сплавови које није направио човек су важан концепт. Такви сплавови се састоје од слаганих гомила вегетације коју је олуја, цунами, плима, земљотрес или сличан догађај однела са копна; у модерним временима понекад уграђују и друге врсте пловног садржаја, нпр. пластичне посуде. Они остају на површини својом природном пловношћу и могу да путују стотинама, чак и хиљадама миља и на крају бивају уништени дејством таласа и распадањем, или се задрже на обалама.
Догађаји сплаварења су важна средства за океанског распршивање за нелетеће животиње. Посебно за мале сисаре, водоземце и гмизавце, али и за многе бескичмењаке, такви сплавови са вегетацијом често су једино средство на коме би могли да стигну и – ако буду имали среће – колонизују океанска острва пре него што су возила направљена од стране људи обезбедила други начин поморског транспорта.

## Галерија слика
- Три сплава за вожњу трупцима у Пајн Крику, у округу Лајкоминг или Тиога, Пенсилванија. Леви сплав је био за кување и ручавање, средњи сплав је био простор за спавање, а десни сплав за коње. Сплавови су прављени за само један пренос трупаца, а затим продавани зарад њихове грађе. На источној обали се може видети линија обале Џерзија, Пајн Крик и Бафало железничка пруга: обронак планине иза ње је скоро без дрвећа услед сече.[15]
- Сплав који превози посетиоце на острво Том Сојер у Дизниленду, око 1960
- Људи на сплаву у Естонији, 1944
- Сплав коришћен за премошћивање возила на реци Цитарум, Караванг, Западна Јава, Индонезија
- Сплавареењ на реци Дунајец код Пиенина, око 2005–2010
- Жена користи сплав за превоз ћерке и коза
- Традиционални сплав, из издања Авантуре Хаклбери Фина из 1884.[16][17]

## Занимљивост
Најчувенији сплав у новијој историји је сплав Кон Тики Тора Хејердала. Овим сплавом је 1947. године Тор Хејердал, етнолог, антрополог и авантуриста, са још пет сапутника преполовио Тихи океан (око 8.000 километара) и из Перуа у Јужној Америци стигао у Полинезију. Пловио је најпримитивнијим сплавом, и без инструмената и карата, управо како су, у давним временима, и Јужноамериканци пловили. Експедиција је имала циљ да допринесе тачности претпоставке да су Полинежани поријеклом из Јужне Америке.